# Cooter Davenport
Cooter Davenport è un personaggio immaginario della serie televisiva Hazzard. È interpretato da Ben Jones.
È il meccanico di Hazzard ed il solo che può mettere le mani dentro al Generale Lee, nonché grande amico-complice dei Duke. Appare sempre sudicio e vestito con vestiti unti, a volte rasato e altre volte con la barba incolta. Sa rimettere sempre a nuovo ogni tipo di macchina. Cooter viene considerato dai Duke uno di famiglia e lui contraccambia aiutandoli a sgominare i piani di J.D. Hogg.

## Curiosità
- Ha una figlia che durante le serie torna a cercarlo;
- Chiama Jesse "Zio" anche se non è suo nipote;
- Il suo nome CB è Cooter Il Pazzo o Cavallo Pazzo (Crazy Cooter in lingua originale);
- Guida un vecchio carro attrezzi giallo;
- Indossa sempre un capellino da baseball con la scritta DOG.
- È uno scout.